# Odette Mistoul
Odette Mistoul, coniugata Kingbou (22 febbraio 1959), è un'ex pesista gabonese. Ha rappresentato il Gabon ai Giochi olimpici di Los Angeles 1984 ed è stata portabandiera nel corso della cerimonia d'apertura della manifestazione.

## Record nazionali
- Getto del peso: 15,51 m ( Rabat, 15 luglio 1984)
- Lancio del disco: 36,31 m ( Libreville, 20 aprile 1986)

## Palmarès
| Anno | Manifestazione  | Sede        | Evento         | Risultato | Prestazione | Note                  |
| ---- | --------------- | ----------- | -------------- | --------- | ----------- | --------------------- |
| 1978 | Centrafricani   | Libreville  | Getto del peso | Oro       | 12,44 m     |                       |
| 1979 | Africani        | Dakar       | Getto del peso | Oro       | 13,45 m     | Record dei campionati |
| 1980 | Centrafricani   | Brazzaville | Getto del peso | Oro       | 13,80 m     |                       |
| 1982 | Africani        | Il Cairo    | Getto del peso | Oro       | 14,21 m     | Record dei campionati |
| 1983 | Mondiali        | Helsinki    | Getto del peso | 18ª (q)   | 14,23 m     |                       |
| 1984 | Africani        | Rabat       | Getto del peso | Oro       | 15,51 m     | Record dei campionati |
| 1984 | Giochi olimpici | Los Angeles | Getto del peso | 13ª       | 14,59 m     |                       |
| 1985 | Africani        | Il Cairo    | Getto del peso | Bronzo    | 14,54 m     |                       |

## Altre competizioni internazionali
1979
- 8ª in Coppa del mondo ( Montréal) - Getto del peso - 13,71 m

1981
- 9ª in Coppa del mondo ( Roma) - Getto del peso - 13,56 m